# 亞拓電器
亞拓電器股份有限公司是台灣的電器公司，總部位於台中市豐原區，以遙控直升機、自動進刀機、自動換刀機、吸塵器等小家電為主力產品。
亞拓電器創辦人杜大森出生於1961年，畢業自聯合工專機械工程科，1984年7月創立亞拓電器。亞拓電器早期以銑床用自動進刀機、自動換刀機為主力產品，1987年開發出乾濕兩用吸塵器，並為日立和東芝代工吸塵器；但由於中國大陸便宜的山寨產品搶市，訂單逐漸減少。杜大森不想到中國大陸設廠，於是著手轉型，2003年跨足遙控飛機市場，2014年時全球遙控飛機市佔率達到五成，2017年時遙控飛機市佔率達到七成、銷往38個國家，2017年營業額為新台幣15億元。此外，亞拓電器籌辦遙控直升機競賽「ALIGN FUN FLY」超過十屆。
亞拓電器曾在中華民國100年國慶中使用遙控飛機進行煙火表演，也獲得美國雜誌《模型飛機新聞》編輯群票選為「2012年度最佳遙控直昇機」、連續2年獲德國雜誌《Heli4fun》所舉辦之「年度最佳產品票選活動」第1名。
2019年，亞拓電器推出噴灑農藥的農用無人直升機，試圖解決農村的人力短缺問題，但因造價和相關法規限制，並未被農民採用。

## 外部連結
- 亞拓電器